# Вишневецкий, Николай Петрович
Николай Петрович Вишневецкий (1897, г. Могилев — 1938, г. Хабаровск) — советский революционер, военачальник.

## Биография
Окончил Московскую школу прапорщиков в 1916 году (ныне Военная академия имени Фрунзе). С 1917 года по поручению военной организации Петроградского комитета РСДРП (б) вел антивоенную пропаганду среди солдат. За участие в июльских днях 1917 года был арестован. Накануне Октябрьской революции был председателем штаба Красной гвардии Выборгского района Петрограда. Комиссар гвардии Московского резервного полка. После победы Октябрьской революции занимал должность комиссара Михайловского артиллерийского училища.
В 1918 году участник борьбы с контрреволюционным корпусом Довбор-Мусницкого и немецкими оккупантами, член Высшей военной инспекции, член Революционного военного совета Резервной армии, с января 1919 член Революционного военного совета Украинского фронта. С лета 1919 года в 1-й Конной армии, комиссар 11-й кавалерийской дивизии. 
Награжден орденом Красного Знамени (приказ РВС № 101 от 23.02.1928 г.).
В 1930-е на дипломатической работе в Японии, затем на командных должностях в Красной Армии.
В 1937 году - заместитель начальника разведывательного отдела Особой Краснознаменной Дальневосточной Армии (ОКДВА). 
Арестован 01 августа 1937 г. ОО ГУГБ НКВД ОКДВА. Осужден 16.04.1938 ВС ВК ВС СССР по ст.ст. 58-1б, 58-8, 58-9, 58-11 к ВМН. Расстрелян в тот же день в г. Хабаровске. Реабилитирован определением ВК ВС СССР от 01.10.1957 за отсутствием состава преступления. .